# Portret Giuliana de' Medici
Portret Giuliana de' Medici, vojvode Nemourskega je Michelangelova marmorna skulptura (168 × 80 cm), ki je nastala okoli leta 1526–1534 in je del dekoracije Nove zakristije v cerkvi sv. Lovrenca v Firencah. Zlasti gre za osrednji kip Giulianove grobnice in, kot je znano, ne reproducira lastnosti pokojnika, je pa idealna in junaška izdelava njegove figure.

## Zgodovina
Giulianov portret je moral Michelangelo začeti delati okoli leta 1526, za portretom Lorenza. Znano je, da je bilo leta 1533 zaupano Montorsoliju za zaključna dela, vsekakor pa ga je bilo treba dokončati leta 1534, leto Michelangelovega dokončnega odhoda iz Firenc.
Obstajajo štiri risbe Tintoretta (Oxford, Christ Church College, L1 r. In v., L2 r. in v.), ki kažejo nekatere razlike z znanim kipom in so bile interpretirane kot kopije Michelangelovega prvotnega projekta, morda izhajajoč iz skice. V njih je slika gola, kot je bilo običajno v študijski fazi, pri čemer je trup bolj obrnjen v levo, desna noga pa je počivala na predmetu, ki je bil nato odpravljen. Nekateri menijo, da so risbe vzete iz nenatančne kopije sredine 16. stoletja, kar naj bi po mnenju nekaterih učenjakov potrdilo pretirano mišičavost in položaj nog.

## Opis
Delo, vstavljeno v nišo, prikazuje mladega vojvodo, ki sedi, oblečen kot antični rimski general in ponosen, kot je zapisal Giorgio Vasari, v nasprotju z melanholičnim Lorenzom. Ta odnos je bil opisan kot metafora za aktivno življenje neoplatonske doktrine, kot poosebljenje budnosti (Bocchi in Cinelli) ali umirjenosti mrtvih duš (Tolnay) ali kolerično-sangviničnega temperamenta humoralne teorije. Politično so v njem videli idejo močnega in nasilnega despota.
Ta drža spominja na položaj preroka Joela na stropu Sikstinske kapele in Mojzesa.
Oklep se oprijema telesa kot ovojnica in razkriva mišičast trup, prav tako kot visoki čevlji izginejo vzdolž golenice in razkrijejo bose noge. Reliefi oklepa so bili pripisani Montorsoliju, prav tako pa je po Charlesu de Tolnayju podrobnost stopala, ki štrli iz podlage (pridobljena z rezanjem slednjega), povečala tridimenzionalnost, ki je Michelangelo nikoli ne bi uporabil, saj je vedno kiparil v natančni velikosti bloka.
Delo sploh ne reproducira resničnih značilnosti lika, saj Michelangelo ni želel izdelati portreta: viri poročajo, kako je nekdo umetnika opozoril na njegovo podobnost, a on je, zavedajoč se svoje umetniške postave skozi čas, ponovil, da v desetih stoletjih nihče ne bi opazil te podrobnosti.
Vojvoda ima v rokah poveljniško palico, simbol moči, čeprav nikoli ni bil kapitan Cerkve, in dva kovanca: ta so razlagali kot opomnik na Liberalitas ali daritev, ki so jo morali mrtvi plačati kraljestvu Podzemlje po starodavni mitologiji.

## V popularni kulturi
Kip je prikazan (v obliki doprsnega kipa) kot eden od protagonistov v anime Sekko Boys.